# Olive Kobusingye
Olive Chifefe Kobusingye MB CHB, MMed, MSc, MPH là một bác sĩ phẫu thuật chấn thương, bác sĩ phẫu thuật khẩn cấp, nhà dịch tễ học chấn thương tai nạn và học giả người Uganda, người đóng vai trò như một nghiên cứu viên cao cấp ở cả hai trường Đại học Makerere Y tế công cộng và Viện Khoa học Xã hội và Y tế của Đại học Nam Phi. Bà đứng đầu Dự án Chấn thương, Chấn thương và Khuyết tật (TRIAD) tại Trường Đại học Y tế Công cộng Makerere, nơi bà điều phối các khóa học sau đại học TRIAD.

## Bối cảnh và giáo dục
Kobuseye được sinh ra ở Uganda vào những năm 1960. Bà học trường tiểu học và trung học địa phương. Năm 1982, bà học trường Y khoa Đại học Makerere, tốt nghiệp Cử nhân Y khoa và Cử nhân Phẫu thuật năm 1987. Bà tiếp tục với việc học tại Trường Y học Nhiệt đới và Vệ sinh Luân Đôn, tốt nghiệp Thạc sĩ Khoa học năm 1991.
Hai năm sau đó, bà tốt nghiệp Thạc sĩ Y khoa về Phẫu thuật tổng quát, tại Trường Y khoa Đại học Makerere. Bà lấy bằng Thạc sĩ Y tế Công cộng, chuyên ngành Dịch tễ học, lấy từ Đại học Bang New York tại Albany năm 1995.

## Nghề nghiệp
Olive Kobusesye là giám đốc điều hành sáng lập của Trung tâm kiểm soát chấn thương, tại Trường Y khoa Makerere ở Kampala, Uganda. Bà có kinh nghiệm trong việc thiết kế và thực hiện các hệ thống giám sát chấn thương trong môi trường thu nhập thấp. Bà cũng là Tổng thư ký sáng lập của Sáng kiến phòng chống thương tích ở châu Phi. Bà thành lập cơ quan đăng ký chấn thương bệnh viện đầu tiên ở châu Phi cận Sahara. Bà cũng là Chủ tịch Mạng lưới Dịch tễ học lâm sàng quốc tế (INCLEN) Cụm nghiên cứu chấn thương châu Phi, bao gồm các nhà nghiên cứu từ bốn quốc gia châu Phi.